# Pojačavač preuzimanja
Pojačavači preuzimanja (engl. Reuptake enhancer - RE) ili aktivator preuzimanja je tip leka koji pojačava plazmalemalno ponovno prezimanje iz sinapse u presinaptički neuron posredstvom neurotransmiterskog transportera, što dovodi do sniženja ekstracelularne koncentracije neurotransmitera i stoga umanjene neurotransmisije.
Tianeptin (Stablon), selektivni pojačavač preuzimanja serotonina (SSRE), i koluracetam su trenutno jedini poznati pojačavači ponovnog preuzimanja.